# Tomás Moschión
Tomás Moschión (Coronda, Santa Fe; 2 de junio de 2000) es un futbolista argentino. Juega de mediocampista y su equipo actual es el FC Imabari de la J3 League.

## Estadísticas
- Actualizado el 16 de octubre de 2023

| Club                | Div.                | Temporada           | Liga  | Liga  | Liga   | Copas nacionales(1) | Copas nacionales(1) | Copas nacionales(1) | Copas internacionales(2) | Copas internacionales(2) | Copas internacionales(2) | Copa Provincial | Copa Provincial | Copa Provincial | Total | Total | Total  |
| Club                | Div.                | Temporada           | Part. | Goles | Asist. | Part.               | Goles               | Asist.              | Part.                    | Goles                    | Asist.                   | Part.           | Goles           | Asist.          | Part. | Goles | Asist. |
| ------------------- | ------------------- | ------------------- | ----- | ----- | ------ | ------------------- | ------------------- | ------------------- | ------------------------ | ------------------------ | ------------------------ | --------------- | --------------- | --------------- | ----- | ----- | ------ |
| Colón Argentina     | 1.ª                 | 2018-19             | 1     | 0     | 0      | -                   | -                   | -                   | -                        | -                        | -                        | 2               | 0               | 0               | 3     | 0     | 0      |
| Colón Argentina     | 1.ª                 | 2019-20             | 0     | 0     | 0      | -                   | -                   | -                   | -                        | -                        | -                        | 4               | 0               | 0               | 4     | 0     | 0      |
| Colón Argentina     | 1.ª                 | 2021                | 2     | 0     | 0      | 1                   | 0                   | 0                   | -                        | -                        | -                        | -               | -               | -               | 3     | 0     | 0      |
| Colón Argentina     | 1.ª                 | 2022                | 1     | 0     | 0      | 5                   | 0                   | 0                   | 1                        | 0                        | 0                        | 2               | 0               | 0               | 9     | 0     | 0      |
| Colón Argentina     | 1.ª                 | 2023                | 0     | 0     | 0      | -                   | -                   | -                   | -                        | -                        | -                        | 3               | 0               | 0               | 3     | 0     | 0      |
| Colón Argentina     | Total               | Total               | 4     | 0     | 0      | 6                   | 0                   | 0                   | 1                        | 0                        | 0                        | 11              | 0               | 0               | 22    | 0     | 0      |
| Total en su carrera | Total en su carrera | Total en su carrera | 4     | 0     | 0      | 6                   | 0                   | 0                   | 1                        | 0                        | 0                        | 11              | 0               | 0               | 22    | 0     | 0      |

## Palmarés

### Campeonatos nacionales
| Título                      | Club  | País      | Año  |
| --------------------------- | ----- | --------- | ---- |
| Copa de la Liga Profesional | Colón | Argentina | 2021 |